# Juan Camilo Zapata
Juan Camilo Zapata Londoño (Medellín; 15 de abril de 1994) es un futbolista colombiano que juega como delantero. Su equipo actual es el UCV F.C de la Primera División de Venezuela.

## Clubes
Actualizado al último partido disputado el 25 de enero de 2025.
| Club                                 | Div.          | Temporada     | Liga  | Liga  | Copas | Copas | Internacional | Internacional | Total | Total |
| Club                                 | Div.          | Temporada     | Part. | Goles | Part. | Goles | Part.         | Goles         | Part. | Goles |
| ------------------------------------ | ------------- | ------------- | ----- | ----- | ----- | ----- | ------------- | ------------- | ----- | ----- |
| Envigado FC · Colombia               | 1.ª           | 2013          | 1     | 0     | 1     | 0     | -             | -             | 2     | 0     |
| Envigado FC · Colombia               | 1.ª           | 2014          | 11    | 0     | 10    | 5     | -             | -             | 21    | 5     |
| Envigado FC · Colombia               | 1.ª           | 2015          | 31    | 2     | 4     | 0     | -             | -             | 35    | 2     |
| Envigado FC · Colombia               | Total club    | Total club    | 43    | 2     | 15    | 5     | 0             | 0             | 58    | 7     |
| Valledupar FC · Colombia             | 2.ª           | 2016          | 24    | 3     | 4     | 2     | -             | -             | 28    | 5     |
| Valledupar FC · Colombia             | 2.ª           | 2017          | 30    | 9     | 4     | 0     | -             | -             | 34    | 9     |
| Valledupar FC · Colombia             | Total club    | Total club    | 54    | 12    | 8     | 2     | 0             | 0             | 62    | 14    |
| Boyacá Chicó · Colombia              | 2.ª           | 2019          | 3     | 0     | 2     | 0     | -             | -             | 5     | 0     |
| Boyacá Chicó · Colombia              | Total club    | Total club    | 3     | 0     | 2     | 0     | 0             | 0             | 5     | 0     |
| Hermanos Colmenarez · Venezuela      | 2.ª           | 2020          | 13    | 13    | -     | -     | -             | -             | 13    | 13    |
| Hermanos Colmenarez · Venezuela      | 1.ª           | 2021          | 31    | 12    | -     | -     | 2             | 0             | 33    | 12    |
| Hermanos Colmenarez · Venezuela      | 1.ª           | 2022          | 30    | 18    | -     | -     | -             | -             | 30    | 18    |
| Hermanos Colmenarez · Venezuela      | Total club    | Total club    | 74    | 43    | 0     | 0     | 2             | 0             | 76    | 43    |
| Cape Town City Sudáfrica             | 1.ª           | 2023          | 13    | 1     | 1     | 0     | -             | -             | 14    | 1     |
| Cape Town City Sudáfrica             | 1.ª           | 2023          | 8     | 0     | 1     | 0     | -             | -             | 9     | 0     |
| Cape Town City Sudáfrica             | Total club    | Total club    | 21    | 1     | 2     | 0     | 0             | 0             | 23    | 1     |
| Internacional de Barinas · Venezuela | 1.ª           | 2024          | 17    | 10    | -     | -     | -             | -             | 17    | 10    |
| Internacional de Barinas · Venezuela | Total club    | Total club    | 17    | 10    | 0     | 0     | 0             | 0             | 17    | 10    |
| UCV FC · Venezuela                   | 1.ª           | 2024          | 12    | 6     | -     | -     | -             | -             | 12    | 6     |
| UCV FC · Venezuela                   | 1.ª           | 2025          | 1     | 0     | -     | -     | -             | -             | 1     | 0     |
| UCV FC · Venezuela                   | Total club    | Total club    | 13    | 6     | 0     | 0     | 0             | 0             | 13    | 6     |
| Total carrera                        | Total carrera | Total carrera | 225   | 72    | 27    | 7     | 2             | 0             | 254   | 79    |

## Palmarés

### Palmarés
| Título           | Equipo              | País      | Año  |
| ---------------- | ------------------- | --------- | ---- |
| Segunda División | Hermanos Colmenárez | Venezuela | 2020 |
| Torneo Apertura  | UCV F.C             | Venezuela | 2025 |

### Distinciones individuales
| Distinción                                              | Año  |
| ------------------------------------------------------- | ---- |
| Goleador de la Segunda División de Venezuela (13 goles) | 2020 |
| Mejor Jugador de la Segunda División de Venezuela       | 2020 |
| Goleador de la Primera División de Venezuela (18 goles) | 2022 |
| Goleador de la Primera División de Venezuela (16 goles) | 2024 |